# PowerBook 140
Il PowerBook 140 è un modello portatile di MacIntosh. Fu messo in commercio nel primo gruppo dei PowerBook, nel 1991. Aveva una collocazione intermedia tra la macchina entry level, il PowerBook 100 ed il modello più elevato il PowerBook 170. Come anche il PowerBook 170, ed a differenza del 100, questo PowerBook aveva un lettore internal di floppy disk. I nomi in codice per questo modello sono: Tim Lite, Tim LC, Replacements e Leary. Nel 1992 fu sostituito dal PowerBook 145, che era essenzialmente un 140 più veloce, mentre il PowerBook 160 lo sostituì nel ruolo di modello intermedio.

## Caratteristiche
Progettato per sostituire il Portable, la serie 140 era identica esternamente al 170, ma senza alcune delle caratteristiche del modello superiore rendedolo così più abbordabile. La differenza più evidente era l'uso di un più economico display da 10" a matrice passiva, invece della versione più costosa a matrice attiva usato nel 170. Internamente, oltre a un processore più lento a 16 MHz, il 140 era senza la Floating Point Unit (FPU) e non era suscettibile di upgrade. Era anche venduto con un disco rigido standard da 20MB, a differenza di quello da 40MB del 170.
Il 140 fu posto in vendita con il System 7.0.1, aggiornamento creato specificamente per supportare la nuova gestione dell'alimentazione ed altre caratteristiche hardware uniche. Tuttavia, a causa dell'elevato prezzo delle RAM nel 1991, assieme all'altro prezzo già esistente prima, il 140, come anche il 100 & 170, aveva solo 2MB di RAM saldate direttamente sulla scheda logica, che creava problemi per l'uso con il System 7. Inoltre poiché le versioni localizzate del System 7 non erano disponibili in tutto il mondo, la versione giapponese del 6.0.7 KanjiTalk, fu modificata per supportare tutti i tre nuovi PowerBooks e prodotta come version J-6.0.7.1. Di conseguenza questa versione fu adattata non ufficialmente per l'uso con il System 6.0.7 permettendo a molti utenti di far correre il System 6 sui loro PowerBook, invece di aggiornare la RAM esistente invece di ampliarla con una costosa scheda RAM card (una scheda da 2MB costava US $300).

## Disegno
Anche se commercializzato contemporaneamente al PowerBook 170 ed al PowerBook 100, sia il 140 che 170 furono progettati direttamente dalla Apple, mentre il 100 fu miniaturizzato dalla Sony partendo dal Macintosh Portable. Di conseguenza il 140 rappresenta il primo notebook creato dalla Apple, e il 100 di fatto rappresenta il primo miglioramento nel progetto anche se la sua architettura interna è la più vecchia della serie.

## PowerBook 145

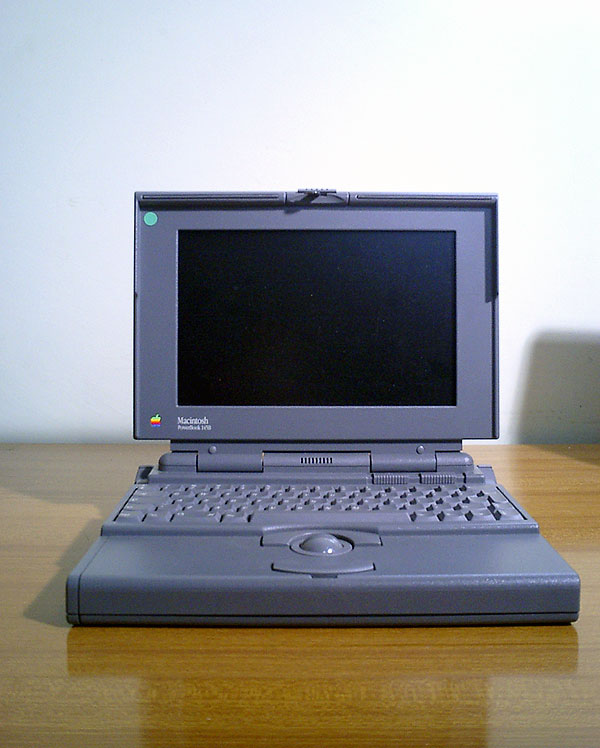
PowerBook 145B

Il PowerBook 145, prodotto dalla Apple, fu un PowerBook 140 più veloce, grazie all'aumenteo della velocità del processore da 16 MHz a 25 MHz. La capacità del disco rigido standard fu aggiornato da 20MB a 40MB. Con il 145 fu anche introdotta una nuova caratteristica per controllare la batteria: l'utente era in grado di far entrare il 145 in "stop" o di spegnersi completamente se l'unità veniva chiusa. Anche se derivato direttamente dal 140, il 145 prese il posto del PowerBook 100 come modello base, giacché il 140 era stato sostituito, come modello intermedio, dal nuovo 160.
Il PowerBook 145 fu sostituito dal PowerBook 145B nel giugno 1993. L'unico nome in codice per questo modello è: Colt 45

### PowerBook 145B
Il PowerBook 145B è stato un laptop costruito dalla Apple. Il PowerBook 145B era uguale al 145 costruito in precedenza, ma con un prezzo più basso e altre 2 MiB di RAM saldate sulla scheda madre. L'unico nome in codice per questo modello è Pikes Peak.
A differenza dei modelli precedenti di Mac, escluso i Performa, il 145B non era equipaggiato con un set completo di dischetti di sistema. Il System 7.1 era preinstallato sul disco rigido interno ed era accluso solamente un singolo disco di avvio con il system. Il pacchetto software comprendeva due utilities per il backup e per funzioni di recupero.
Il 145 fu sostituito dal PowerBook 150 come successivo modello base di PowerBook.